# 山崎晴太郎
山崎 晴太郎（やまざき せいたろう、男性、1982年8月14日 - ）は、日本のアートディレクター、グラフィックデザイナー、アーティスト、経営者、タレントである。

## 経歴
神奈川県横浜市出身 。サレジオ学院高等学校 、立教大学社会学部現代文化学科卒業。PR会社勤務を経て、2008年に独立。国内外でデザインおよび現代アート作品の受賞多数（後述）。2016年、京都造形芸術大学大学院芸術研究科芸術環境専攻修士課程修了。2020年よりGUGEN審査員。2022年よりACC TOKYO CREATIVITY AWARDSデザイン部門審査員。国土交通省「マイタイムライン実践ポイントブック」検討会委員、同「建築現場における魅力・誇り・やりがい」検討委員会委員、法務省矯正局「サポーターロゴマーク」デザイン審査委員。NPO ATRS WORKS理事。一般社団法人琉球びんがた普及伝承コンソーシアム理事。東京2020組織委員会スポーツプレゼンテーション・クリエイティブアドバイザー。ワタナベエンターテインメント所属。
17歳の時から交際していた相手と27歳で結婚。3児の父。気分転換のために毎年、自動車かカメラかバイクか自転車を買い替える習慣がある。自身を飽きっぽいと評しており、セイタロウデザイン創業後12年間で7回もオフィスを移転したという。ドラえもんの熱烈なファンでもある。

## 主なデザインワーク

### 2008年
- 広辞苑第六版[9]

### 2013年
- 高千穂酒造[10]

### 2014年
- セーブ・ザ・チルドレン・ジャパン[11]

### 2017年
- 雨庵金沢（ソラーレホテルズアンドリゾーツ） 企画・ブランディング・設計[12]

### 2018年
- AQUA FAB（ウォーターサーバー）[13]
- 東京財団政策研究所[14]
- MS&ADホールディングス[15]
- マイルドクレンジングオイル M / mika ninagawa × FANCL（ファンケル）[16]

### 2019年
- JMC[17]

### 2020年
- PLUGO BAR（EV用スリム充電スタンド）[18]
- レッツノート（パナソニック）[19]
- THE HIRAMATSU軽井沢御代田[20]

### 2022年
- 広瀬香美「プレミアムワールド」ミュージックビデオ・ディスクジャケット[21]

## アーティストとして
30歳で水墨画家・土屋秋恆に師事。また生け花を渡来徹に師事。
2018年より現代アート作家としても活動を開始。絵画、彫刻、ビデオ・インスタレーションの作品を発表。ヨーロッパとアメリカを中心に展示会に多数参加している。

## 所属・会員
- 株式会社JMC 社外取締役（2015年 - 2018年）[2]
- 株式会社JMC 取締役兼CDO（2018年 - ）[2]
- 国土交通省「建築現場における魅力・誇り・やりがい」検討委員会委員（2018年 - 2020年）[2]
- 公益財団法人東京オリンピック・パラリンピック競技大会組織委員会 スポーツ局 スポーツプレゼンテーション クリエイティブアドバイザー（2018年 - 2021年）[2]
- 一般社団法人琉球びんがた普及伝承コンソーシアム 理事（2019年 - 2020年）[2]
- NPO ARTS WORKS/非営利法人芸術文化ワークス 理事（2019年 - 2021年）[2]
- 国土交通省「マイタイムライン実践ポイントブック」検討会委員（2019年 - 2021年）[2]

ー
- JAGDA（日本グラフィックデザイナー協会）[2]
- NYADC（ニューヨークアートディレクタークラブ）[2]
- 東京TDC（東京タイプディレクターズクラブ）

## 主な受賞歴
- 2009年
  - アジアデザイン賞[2]

- 2010年
  - iFデザイン賞（iF package design award）[2]

- 2013年
  - グッドデザイン賞 金賞[2]/経済産業大臣賞[要出典]
  - グッドデザイン賞 ベスト100[2]

- 2014年
  - グッドデザイン賞[2]
  - ジャパンパッケージングコンペティション[2]
  - Ad Stars[2]
  - 全国カタログデザイン展 銀賞[2]

- 2015年
  - Ad Stars[2]
  - 日経MJ広告賞 最優秀賞[2]

- 2016年
  - 石川県デザイン展 商工会議所連合会会頭賞[2]

- 2017年
  - いしかわインテリアデザイン賞 大賞[2]

- 2018年
  - JCD DESIGN AWARD BEST100[2]
  - DSA 日本空間デザイン賞[2]
  - グッドデザイン賞[2]

- 2019年
  - 名古屋まちなみデザイン賞[2]
  - いしかわインテリアデザイン賞 石川県建築士事務所協会会長賞[2]
  - 日経広告賞 金融部門優秀賞[2]

- 2020年
  - THE 14TH ARTE LAGUNA PRIZE[2] THE SPECIAL PRIZES[要出典]

## 出演

### ラジオ
- ソラトニワ銀座「銀座四次元ポケット」メインパーソナリティー（2012年12月 - 2015年4月）
- ソラトニワ銀座「山崎晴太郎の銀座トークサロン」メインパーソナリティー（2015年5月 - ）
- FMヨコハマ「文化百貨店」メインパーソナリティー（2017年4月 - ）[3][24]

### テレビ
- 情報7daysニュースキャスター - コメンテーター[2]（2022年6月11日 - 不定期出演）
- 真相報道 バンキシャ! - コメンテーター[2]（2022年7月24日）

## 審査員
- Franz Award 2013 審査員[2]
- YOKOHAMA WEDDING CREATOR COMPETITION 2013 審査員[2]
- グッドデザイン賞2014 特別審査員[要出典]
- 法務省矯正局「サポーターロゴマーク」デザイン審査委員 2018[2]
- 全国建設業協同組合連合会主催「仮囲いデザインコンテスト」審査委員[2]
- NIPPON DESIGN 壁紙アワード 2019 審査員[2]
- GUGEN2020-2022 審査員[2][25]
- ACC TOKYO CREATIVITY AWARDS デザイン部門審査員2022[26]、2023[27]

## 展示会参加

### 個展
- 2018年 In Praise of Shadows / 陰翳礼讃 / MONO JAPAN 2018, Amsterdam[3]
- 2019年 UNIT FOR Y-AXIS / Y 軸のための単位 / J-COLLABO NewYork[3]
- 2019年 TAYUTAI / 那覇空港国際ターミナル[3]
- 2021年 余白のための楽譜 #01 STEVE REICH COUNTERPOINT/ KIWA[3]
- 2023年 TIME SPILLED OVER / BlueLine Arts, California[3]

### グループ展
- 2010年 DESIGN TIDE MIDTOWN 2010[2]
- 2010年 Kawara EXHIBITION 2010[2]
- 2011年 Detour HongKong、invisible directions#2 2011[2]
- 2011年 10×10 EXHIBITION、invisible directions#1 2011[2]
- 2011年 DESIGN TIDE MIDTOWN 2011、KASAMA EXHIBITION 2011[2]
- 2016年 serif s gallery「南陽堂書店へ。」[2]
- 2016年 天津国際デザインウィーク2016 「新進気鋭の建築家・山崎晴太郎展」[2]
- 2017年 serif s gallery 「思想の周辺」[2]
- 2017年 金沢21世紀工芸祭 2017 「TYPOGRAPHY MONDAY / 月曜日のタイポグラフィ」[2]
- 2018年 MONO JAPAN Amsterdam 2018 「In Praise of Shadows / 陰翳礼讃」[2]
- 2018年 J-COLLABO Annual Group Exhibition And Showcase「Ensemble Cast」[2]
- 2019年 Nameless Portrait / 名前のないポートレート / 長崎オランダ村[3]
- 2020年 RESONANCE / Camden Image Gallery, London[3]
- 2021年 YICCA 2021 Final exhibition / Hernandez art gallery, Milan[3]
- 2021年 ARTPRIZE / Muse GR, Grand Rapids, USA[3]
- 2022年 Memory and Identity / Cista Arts, London[3]
- 2022年 2:3 Virtual Exhibition / WetDovetail , Middlesbrough[3]
- 2022年 At a Crossroads: All Art+ / Van Der Plas Gallery, New York[3]
- 2023年 Sequence: Art + Technology / Touchstone Gallery / Washington, DC[28]
- 2023年 28th Arts North International / Hopkins Center for the Arts, Hopkins, MN[3]